# Évigny
Évigny település Franciaországban, Ardennes megyében. Lakosainak száma 188 fő (2022. január 1.). Évigny Champigneul-sur-Vence, La Francheville, Mondigny, Prix-lès-Mézières és Warnécourt községekkel határos.

## Népesség
A település népességének változása:
| Lakosok száma | 140  | 208  | 198  | 182  | 198  | 193  | 190  | 188  | 189  | 188  |
|               | 1968 | 1982 | 1990 | 2006 | 2013 | 2015 | 2017 | 2019 | 2020 | 2022 |